# جيمس بويد
جيمس بويد (بالإنجليزية: James Boyd)‏ (30 نوفمبر 1930 – 25 يناير 1997) هو ملاكم أمريكي راحل، مثّل بلاده في الألعاب الأولمبية الصيفية 1956 وحقق الميدالية الذهبية في فئة الوزن الثقيل الخفيف.

## روابط خارجية
جيمس بويد على موقع بوكس ريك (الإنجليزية) (registration required)
- جيمس بويد على موقع اللجنة الأولمبية الدولية (الإنجليزية)
- جيمس بويد على موقع أوليمبيديا (الإنجليزية)